# Proglaciální jezero

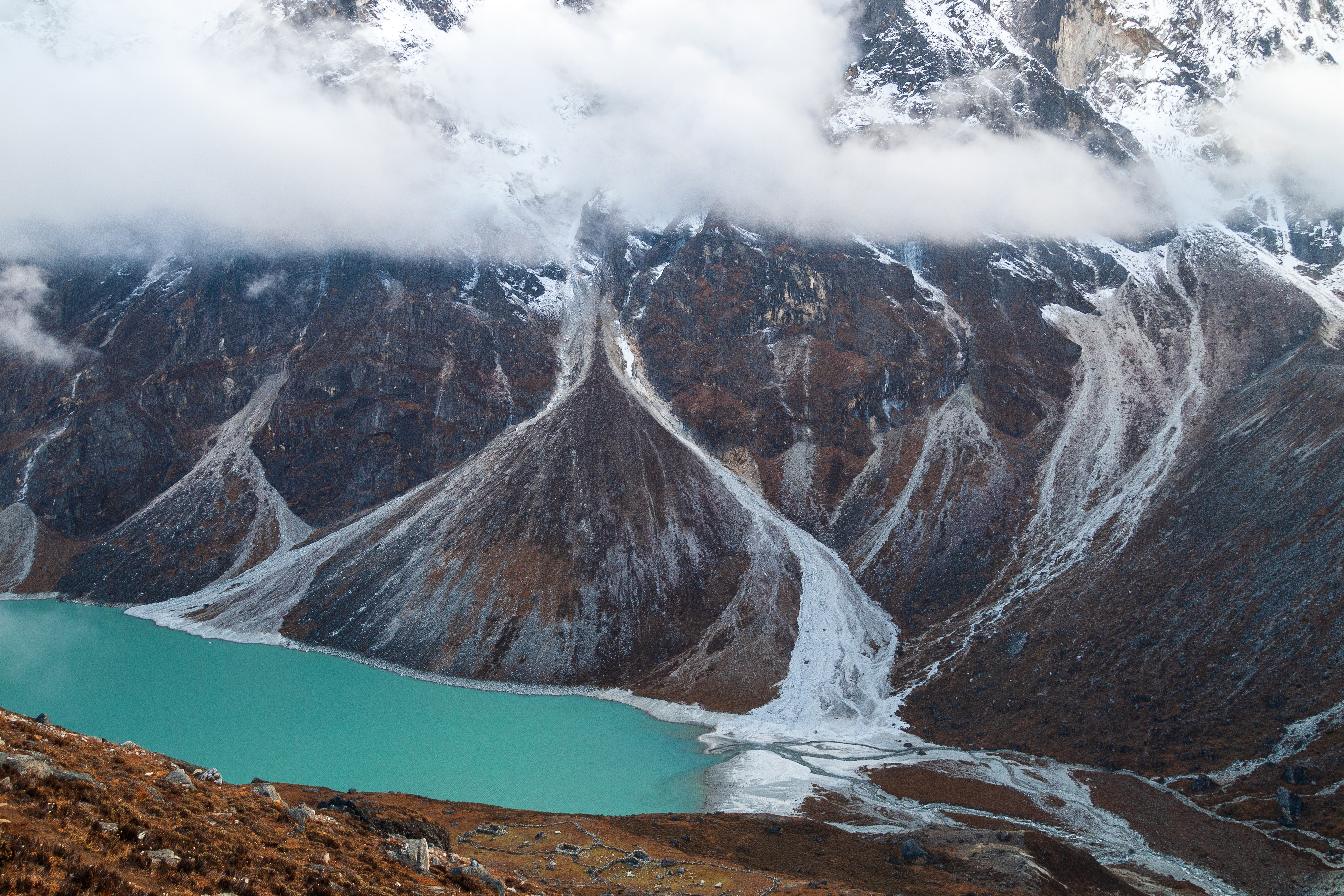
Chola

Proglaciální jezero je druh ledovcového jezera, které vzniklo před čelem ledovce. Je z převážné části nebo zcela zásobované vodou vznikající odtáváním ledovce. Ten také většinou tvoří část břehové linie vlastního jezera. Fauna a flóra těchto jezer je obvykle velmi chudá.